# Митохондриальный сахарный диабет
Митохондриа́льный са́харный диабе́т — группа генетически обусловленных заболеваний, наследующихся исключительно по материнской линии, проявляющихся сочетанием клинической картины сахарного диабета и сопутствующих неврологических заболеваний: тугоухость, миопатии или неврологические нарушения.

## Этиология
Причина митохондриальных форм сахарного диабета — точечная мутация в паре нуклеотидов 3243. Сахарный диабет, вызванный данной мутацией, может дебютировать в возрастном периоде от окончания пубертатного периода до 85-ти лет, чаще проявляется в третьем — пятом десятилетиях жизни.

## Патогенез
Предположительно в основе патогенеза недостаточная секреция инсулина бета-клетками поджелудочной железы при сохранённой (обычной) чувствительности рецепторов периферических тканей к его действию. Та же мутация может стать причиной менее частой, но более тяжёлой митохондриальной энцефалопатии с лактатацидозом и инсультоподобными эпизодами — синдром MELAS, развивающийся в раннем детском возрасте, начинается появлением двусторонней тугоухости, затем проявляется сахарный диабет, а инсультоподобные приступы и энцефалопатия наблюдаются в третьем-четвёртом десятилетии жизни.

## Клиническая картина
Гипергликемия в момент выявления заболевания обычно невелика, легко компенсируется диетотерапией, но в дальнейшем имеет тенденцию к прогрессированию.

## Лечение
На сегодняшний день специфического лечения митохондриального сахарного диабета не существует. Обычно необходимость в проведении инсулинотерапии возникает с момента выявления заболевания.

## Прогноз
Заболевание носит пожизненный характер, однако при соблюдении диеты и адекватной симптоматической терапии прогноз положительный.

## Профилактика
На сегодняшний день молекулярная этиология заболевания установлена — точечная мутация в паре нуклеотидов 3243 — при рождении ребёнка с заболеванием следует обратиться в медикогенетическую консультацию (МГК) для уточнения диагноза и прогноза планирования семьи.